# ISO/IEC 12785-1
Позначення: 12785-1:2009
Назва (офіційними мовами ISO):
- англ. Information technology – Learning, education, and training – Content packaging – Part 1: Information model
- фр. Technologies de l'information — Apprentissage, éducation et formation — Paquetage du contenu – Partie 1: Modèle de l'information
- рос. Информационные технологии. Обучение, образование и подготовка. Упаковка содержимого. Часть 1. Информационная модель

Переклад назви українською:
- укр. Інформаційні технології. Навчання, освіта та підготовка. Пакування контенту. Частина 1. Інформаційна модель

Стандарт видано англійською мовою.
Стандарт розроблений технічним комітетом ISO/IEC JTC 1/ SC 36 та запроваджений Міжнародною Організацією зі Стандартизації — ІСО (англ. International Organization for Standardization — ISO) та Міжнародною електротехнічною комісією  — IEC (англ. International Electrotechnical Commission — IEC).
Стандарт розроблений на основі специфікації IMS Global Learning Consortium (IMS GLC) (Упаковка контенту версії 1.2).
Специфікація IMS Content Packaging широко використовується у всьому світі для підтримки технологій навчання. IMS Content Packaging є невід'ємною основою еталонної моделі контенту для спільного користування SCORM (Sharable Content Object Reference Model).
IMS Content Packaging також використовується в багатьох інших високорівневих навчальних цілях, наприклад, для архівування MIT OpenCourseWare. поширення контенту даних, які не містять виконуваних модулів і метаданих для Федерації навчання Австралії, і надання загальнонаціональних послуг електронного навчання для Кібернетичної системи домашньої освіти в Кореї. 
Стандарт ISO/IEC 12785 «Інформаційні технології. Навчання, освіта та підготовка. Упаковка контенту» складається з трьох частин:
- Частина 1. Інформаційна модель;
- Частина 2. XML-прив'язка;
- Частина 3. Кращі практики та настанови щодо застосовування.

Інформаційна модель упаковки контенту IMS, що є джерелом і базової специфікацією даного стандарту, описує структури даних, які можуть бути використані для обміну даними між системами, які хотіли б імпортувати, експортувати, об'єднувати і роз'єднувати пакети освітнього контенту. Специфікація упаковки контенту IMS була спочатку задумана для упаковки освітнього контенту.

## Область застосування
Областю застосування цього стандарту є опис структур даних, які можуть бути використані для обміну освітнім контентом між системами, які можуть імпортувати, експортувати, об'єднувати і роз'єднувати пакети освітнього контенту. 
Інформаційна модель упаковки контенту зберігає IMS інформаційну модель упаковки контенту версії 1.2 як базову модель і надає нові функціональні можливості шляхом розширення цієї базової моделі.
Ця специфікація замінює IMS інформаційну модель упаковки контенту версії 1.1.4 і скасовує всі попередні описи та визначення IMS інформаційної моделі упаковки контенту.

## Терміни та визначення стандарту
В стандарті надаються визначення 25 термінів:
- Дочерний маніфест (англ. child manifest);
- Файл контенту (англ. content file);
- організація (англ. organization);
- контрольний файл (англ. control file);
- пакет обміну (англ. interchange package);
- виконуваний URI (англ. launchable URI – Universal Resource Locator)
- навчальний, освітній та підготовчий контент (англ. LET - learning, education, and training) - content)
- локальний (англ. local)
- логічний пакет (англ. logical package)
- маніфест (англ. manifest)
- мініфест документу (англ. manifest document)
- метаданні (англ. metadata)
- простір імен (англ. namespace)
- пакет (англ. package)
- файл пакету обміну (англ. package interchange file)
- зчитувач пакету (англ. package reader)
- записувач пакету (англ. package writer)
- відсилочний маніфест (англ. referenced manifest)
- відносне постилання (англ. relative reference)
- віддалений (англ. remote)
- ресурс [в упаковці контенту] (англ. resource)
- автономний ресурс (англ. stand-alone resource)
- уніфікований індикатор ресурсу (англ. uniform resource identifier)
- уніфікований покажчик ресурсу (англ. uniform resource locator)
- варіант (англ. variant)

## Національний відповідник
В Україні чинним є Державний стандарт України ДСТУ ISO/IEC 12785-1:2016/Поправка № 1:2016 (ISO/IEC 12785-1:2009/Cor 1:2013, IDT) Інформаційні технології. Навчання, освіта та підготовка. Пакування контенту. Частина 1. Інформаційна модель – чинний 2016-10-10, прийнятий методом підтвердження. 
У Програмі робіт з національної стандартизації на 2017 рік передбачено розроблення національного нормативного документу (НД) «Інформаційні технології. Навчання, освіта та підготовка. Пакування контенту. Частина 1. Інформаційна модель». НД на заміну ДСТУ ISO/IEC 12785-1: 2016 (прийнятого методом підтвердження). Програма робіт з національної стандартизації на 2017 рік затверджена наказом ДП «Український науково-дослідний і навчальний центр проблем стандартизації, сертифікації та якості» від 3 квітня 2017 р. № 64 [Архівовано 2 травня 2017 у Wayback Machine.]